# Bewegung Morgenlicht
Unter dem Namen Bewegung Morgenlicht wurden zwischen 31. Oktober 2009 und 5. Februar 2010 sieben Brandanschläge auf Frankfurter Banken verübt, eine Bombenattrappe an den hessischen Ministerpräsidenten Roland Koch geschickt und weitere Anschläge angedroht. Der Einzeltäter Thomas Richter konnte im Februar 2010 festgenommen werden, wurde im Oktober 2010 zu 4 Jahren und 10 Monaten Freiheitsstrafe verurteilt und starb im Dezember 2014.

## Ablauf
Ziele waren nicht näher definierte Reformen der Wirtschaft, die durch Anschläge (z. B. Brandanschläge) herbeigeführt werden sollten. Die Bewegung äußerte sich als Gegner der Marktwirtschaft und sagte „unsozialen Unternehmen“ den Kampf an. Die Frankfurter Staatsanwaltschaft schloss Nachahmer-Effekte und Trittbrettfahrer nicht aus, das Landeskriminalamt Hessen befürchtete, es könne eine Terrorgruppe ähnlich den Revolutionären Zellen entstehen.

## Anschläge und Aufklärung
Am 2. November 2009 wurden zwei Brandanschläge auf Bankfilialen in Frankfurt verübt. Etwa 1 Uhr nachts wurde die Scheibe einer Dresdner-Bank-Filiale eingeschlagen und ein mit Benzin getränkter Lappen hineingeworfen. Es entstand ein Sachschaden von 10.000 €, wegen der hohen Rauchentwicklung mussten Anwohner evakuiert werden. In der Nacht darauf wurde gegen 1:20 Uhr in Frankfurt-Bockenheim eine Brandbombe, bestehend aus einer mit Butangas gefüllten Spraydose in einer Filiale der Deutschen Bank gezündet. Im Haus befindliche Wohnungen und eine Metzgerei wurden beschädigt. Es entstand ein Sachschaden von 100.000 €. Ein Anschlag auf die Sparkasse 1822 wurde angekündigt. Im Januar 2010 wurden mehrere Bekennerschreiben im Zusammenhang mit einer an den hessischen MinisterpräsidentenRoland Koch (CDU) gerichteten Bombenattrappe in Form einer nicht explosiven Rohrbombe versandt. Angedroht wurde darin, eine scharfe Bombe in seinem Umfeld zu zünden, falls Koch an seinen Äußerungen zu einer stärkeren Arbeitspflicht von ALG-II-Empfängern festhalte. Im Februar 2010 gab es ein Bekennerschreiben zu einem Brandanschlag auf eine Filiale des Zeitarbeitsunternehmens Randstad, die Urheberschaft eines weiteren Anschlags auf eine Schleckerfiliale wird von den Polizeibehörden im Zusammenhang gesehen.
Am 22. Februar 2010 wurde Haftbefehl gegen Thomas Richter erlassen, der durch Videoaufnahmen an zwei Tatorten und einem Internetcafé enttarnt wurde. Im Juli 2010 wurde gegen ihn Anklage vor dem Landgericht Frankfurt am Main erhoben. Der Prozess begann am 23. September 2010, am 20. Oktober 2010 wurde er zu 4 Jahren und 10 Monaten Freiheitsstrafe wegen schwerer Brandstiftung und Störung des öffentlichen Friedens verurteilt. Wegen seiner Krankheit Amyotrophe Lateralsklerose (ALS) wurde er früher aus der Haft entlassen. Richter starb am 22. Dezember 2014 in Frankfurt am Main.

## Bekennerschreiben und Texte
Die Presse verglich den Stil der Bekennerschreiben und die Kontakte mit den Medien mit denen der Rote Armee Fraktion. Die Financial Times Deutschland zog Parallelen zur RAF und führte aus, dass nach den ersten beiden Anschlägen „nicht weniger als vier Bekennerschreiben bei diversen Frankfurter Medien eingingen“ und bezeichnete das Manifest als „wirr“. 
Die Frankfurter Allgemeine Zeitung veröffentlichte ein DPA-Foto eines Bekennerschreibens mit RAF-typischer Kleinschreibung. Der Spiegel führte außerdem das Anwachsen linksmotivierter Sachbeschädigungen in Berlin an.